# الثیا
اِلِثیا (به زبان یونان باستان: ἀλήθεια) در فلسفه به معنای حقیقت یا افشا است. این واژه که در یونان باستان مورد استفاده قرار می‌گرفت در قرن بیستم توسط مارتین هایدگر احیا و مجدداً استفاده شد.
این واژه یونانی در موارد گوناگونی به «نابسته»، «نامکتوم»، «افشا» و «حقیقت» ترجمه شده است. معنای تحت‌اللفظی واژه ἀ-λήθεια «وضعیت پنهان نبودن، وضعیت آشکار بودن» می‌باشد. این واژه همچنین همانند وجود مسلم و واقعیت بر خلوص نیز دلالت دارد.

## پی‌نوشت‌ها
1. ↑  «نسخه آرشیو شده». بایگانی‌شده از اصلی در ۹ ژوئن ۲۰۱۵. دریافت‌شده در ۲۱ نوامبر ۲۰۱۴.
2. ↑  ἀλήθεια. Liddell, Henry George; Scott, Robert; A Greek–English Lexicon at Perseus Project.